# Ковалі (фільм)
«Ковалі» (фр. Les Forgerons, 1895) — документальний  короткометражний фільм, один з перших фільмів, знятих  братами Люм'єр.

## Сюжет
У фільмі показано роботу пари ковалів — один б'є молотом по заготівлі, а інший обертає ручку ручного насосу. В самому кінці фільму з'являється третя людина і наливає одному з кузні попити.

## Цікаві факти
- Фільм був показаний п'ятим на знаменитому першому платному люм'єрівському кіносеансі з десяти фільмів в Парижі в підвалі «Гран-кафе» на бульварі Капуцинів 28 грудня 1895 року.